# 付永久
付永久，中华人民共和国政治人物、全国脱贫攻坚先进个人。

## 生平
付永久任奈曼旗青龙山镇互利村党支部书记。因在脱贫攻坚战中作出突出贡献，2021年2月25日全国脱贫攻坚总结表彰大会上，付永久被授予“全国脱贫攻坚先进个人”。